# 2781 Kleczek
2781 Kleczek è un asteroide della fascia principale. Scoperto nel 1982, presenta un'orbita caratterizzata da un semiasse maggiore pari a 3,1437203 UA e da un'eccentricità di 0,1882263, inclinata di 2,30959° rispetto all'eclittica.
L'asteroide è dedicato all'astronomo ceco Josip Kleczek.